# Somerton Castle

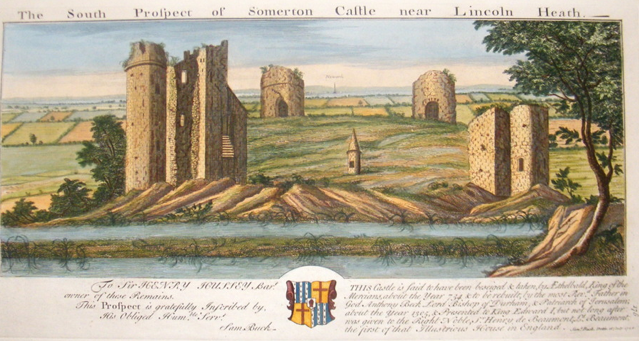
Somerton Castle 1726 von Samuel Buck

Somerton Castle ist eine Burgruine, 1,6 km westlich des Dorfes Boothby Graffoe und südlich von Lincoln in der englischen Grafschaft Lincolnshire. Das Gelände liegt im Tal zwischen dem Lincoln Cliff und dem River Trent. Auch wenn Somerton Castle zur Gemeinde Boothby Graffoe gehört, ist es doch Teil der Grundherrschaft Waddington; dieser Teil wird oft Manor of Somerton Castle genannt. Antony Bek, der Bischof von Durham, ließ die Burg vermutlich 1281 errichten und gab sie 1309 an König Eduard II. Der französische König Johann II. war von 1359 bis 1360 auf Somerton Castle eingesperrt., nachdem er in der Schlacht von Poitiers gefangen genommen worden war. Die Burg blieb weiterhin in der Hand der Krone, bis König Karl I. sie an einen Privatmann verkaufte.

## Geschichte

### Mittelalter
Antony Bek erbte Somerton von seiner Mutter, Eva de Gray, und ließ die Burg bauen, nachdem er 1281 eine königliche Erlaubnis zur Befestigung (engl.: Licence to Crenellate) bekommen hatte. 1309 präsentierte Bek die Burg König Eduard II. als Geschenk. Die Burg wurde bei Amtsantritt des Königs als in schlechtem Zustand befunden: Die Dacheindeckungen der Türme, des Rittersaals waren gestohlen worden und die Kapelle auf der Westseite der Burg war in schlechtem Zustand. 1334 wurde John Crab, ein Militäringenieur, zum Konstabler der Burg ernannt und im Herbst desselben Jahres besuchte König Eduard die Burg, vermutlich, um Reparaturarbeiten zu genehmigen. In den folgenden zwei Jahren wurden £ 222 für den Wiederaufbau der äußeren Zugbrücke und der Wiederherstellung eines Teiles des Burggrabens ausgegeben. Vermutlich wurde um diese Zeit die Vorburg im Südteil des Burggeländes errichtet. Nach Crabbes Tod im Winter 1351/1352 wurde Stephen Shawe zum Konstabler ernannt und Reparaturarbeiten an den Wohngebäuden der Kernburg in den Jahren 1359–1360 durchgeführt, als der König von Frankreich in der Burg weilte, nachdem er in der Schlacht von Poitiers gefangen genommen worden war. Sir ‚‘Saier de Rochford‘‘, Vorfahr der Familie Rochford aus Stoke Rochford, ein „wichtiger Soldat in den Kriegen mit Frankreich“ und High Sheriff of Lincolnshire, erhielt zwei Shillings pro Tag für die Bewachung des französischen Königs in Somerton.
1393 wurde die Burg als defekt in „Mauern, Toren, Türmen, Brücken, Gräben, Dacheindeckungen, Pflasterung, Verglasung und Eisenteilen“ bezeichnet und die Reparaturkosten wurden auf £ 100 geschätzt. 1408 verlehnte König Heinrich VI. die Burg an Sir Ralph Rochford, der in diesem Jahr High Sheriff of Lincolnshire war. Er sollte über die folgenden drei Jahre £ 112 12 s 9 d in die Reparatur der Burg investieren. Die Arbeiten umfassten u. a. die Reparatur des Daches der Queen's Hall mit zugehöriger Speise- und Getränkekammer, sowie die Instandsetzung der „Kapelle und der Schlafkammer von St. Christopher“. Von 1415 bis 1478 hielten die Dukes of Clarence die Burg für den König. Dann wurde George Plantagenet, 1. Duke of Clarence, hingerichtet. Die Burg ließ man in dieser Zeit wieder verfallen und sie erlitt „Abnutzung, Verfall und Plünderung“ von Seiten derjenigen, die sie vom König erhalten hatten.

## Neuzeit

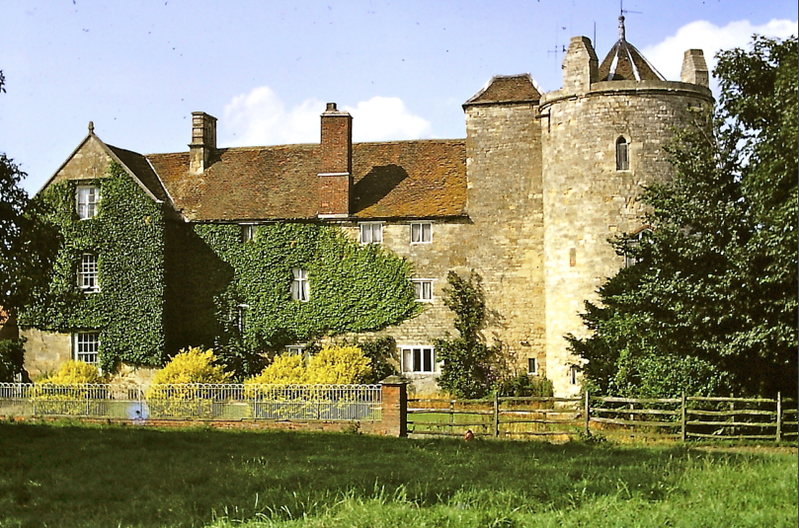
Somerton Castle in Boothby Graffoe, Lincolnshire, 1973

Die Burg wurde von König Heinrich VII. an die Grundstücksverwaltung des Herzogtums Lancaster übertragen und Burg und zugehörige Ländereien hielt eine Familie De'Isney oder Disney. Ein Bericht an das Herzogtum Lancaster von 1601 beschrieb die Burg als „vollkommen seiner Fassaden beraubt und fast in sich zusammengestürzt“, aber einer der vier Türme stand fast in voller Höhe. Die Corporation of the City of London kaufte 1628 das Anwesen von König Karl I. und dann fiel es an die Familie Hussey. Der Druck, den Samuel Buck 1726 herstellte, ist Sir Henry Hussey gewidmet und er zeigt die Burg fast im selben Zustand, in dem sie 1601 beschrieben wurde. Sir Henry Hussey vermachte Somerton Castle seiner Tante Jane Hatcher, die 1734 starb, und dann fiel es an die Familie Pochin aus Barkby in Leicestershire, die die Burg 1780 an Sir Montague Cholmeley, 1. Baronet, aus Easton verkaufte.

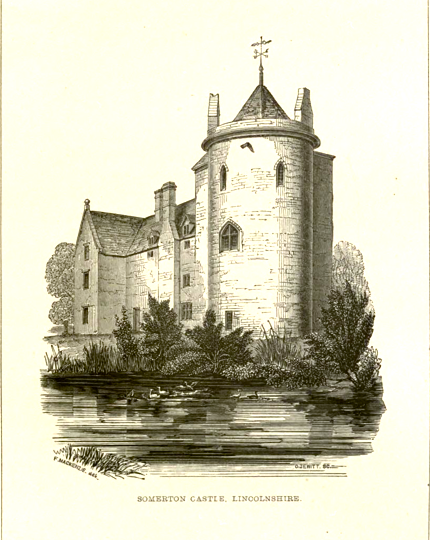
Somerton Castle von Südosten im Jahre 1850

Isaac Marfleet aus Bassingham, der vorher die Burgruine gemietet hatte, kaufte sie 1812 von Sir Montague Cholmeley, wonach sie an verschiedene seiner Nachkommen fiel. Schließlich fiel sie an die Familie Battersby, die Burgruine und umgebendes Bauernland Mitte der 1970er-Jahre verkauften.
Um 2010 wurde Somerton Castle wegen des Zerstörungsgrades des Mauerwerks der Burggebäude in das Heritage-at-Risk-Register von English Heritage aufgenommen und Graham Porter kaufte es. Das Architekturbüro Hoare, Ridge & Morris aus Snape in Suffolk erhielt den Auftrag, Pläne für die Restaurierung der Burg zu zeichnen. Außerdem erteilten die Behörden von North Kesteven die Genehmigung für zusätzliche Bauarbeiten, wie z. B. ein neuer Nordflügel hinter der Südfassade sowie den Umbau des Bauernhofes aus dem 19. Jahrhundert in Wohnungen.

## Architektur und sichtbare Überreste

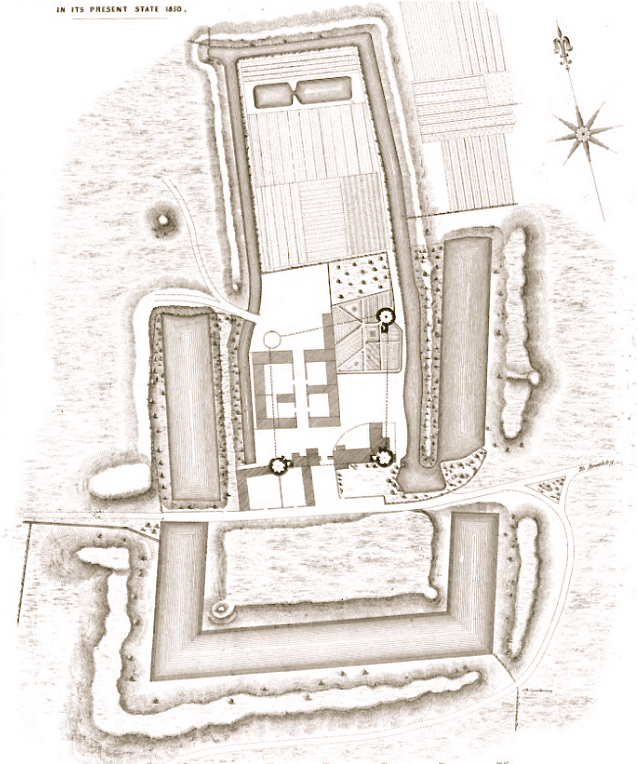
Grundriss von Somerton Castle von J. S. Padley, 1850

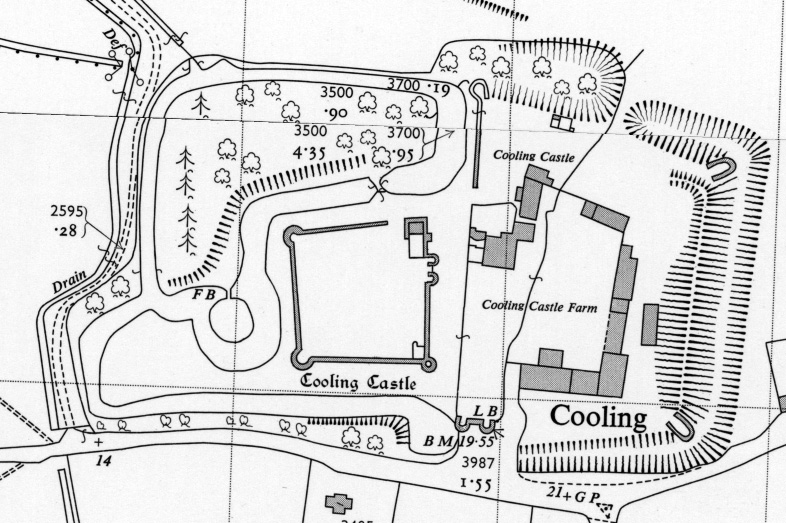
Cooling Castle, Kent, Ordnance-Survey-Karte 1964 – zum Vergleich mit Somerton Castle

Der Grundriss und die Auslegung der mittelalterliche Burg scheint mit späteren Burgen aus dem 14. Jahrhundert, wie Maxstoke Castle in Warwickshire, Wingfield Castle in Suffolk und besonders Cooling Castle in Kent, viel gemein gehabt zu haben. Diese Burgen sind umschlossen von Burggräben und fast rechteckigen Kurtinen mit Ecktürmen. Die Erbauer von Cooling Castle erhielten die königliche Erlaubnis zur Befestigung 1381, und vor der rechteckigen Kernburg befindet sich eine trapezförmige Vorburg mit nach hinten offenen Ecktürmen. Dies ist das Arrangement, das Padleys Grundriss anzeigt, auch wenn die Türme als Mounds in den Ecken gezeichnet sind. Diese nach hinten offenen Artillerietürme begannen in Europa um 1330 aufzutauchen und müssen dem Konstabler von Somerton Castle, John Crabbe, der aus Flandern kam, bekannt gewesen sein. In diesen Türmen war die Artillerie in zwei oder drei Stockwerken untergebracht und die offenen Rückseiten der Türme stellten die Entlüftung vom Pulverdampf sicher. Diese vorgerückten Verteidigungsanlagen wurden wahrscheinlich vor dem Hauptror der Kernburg von Somerton Castle platziert und die Türme gewährten der Artillerie einen Schusswinkel von etwa 270° nach Süden.

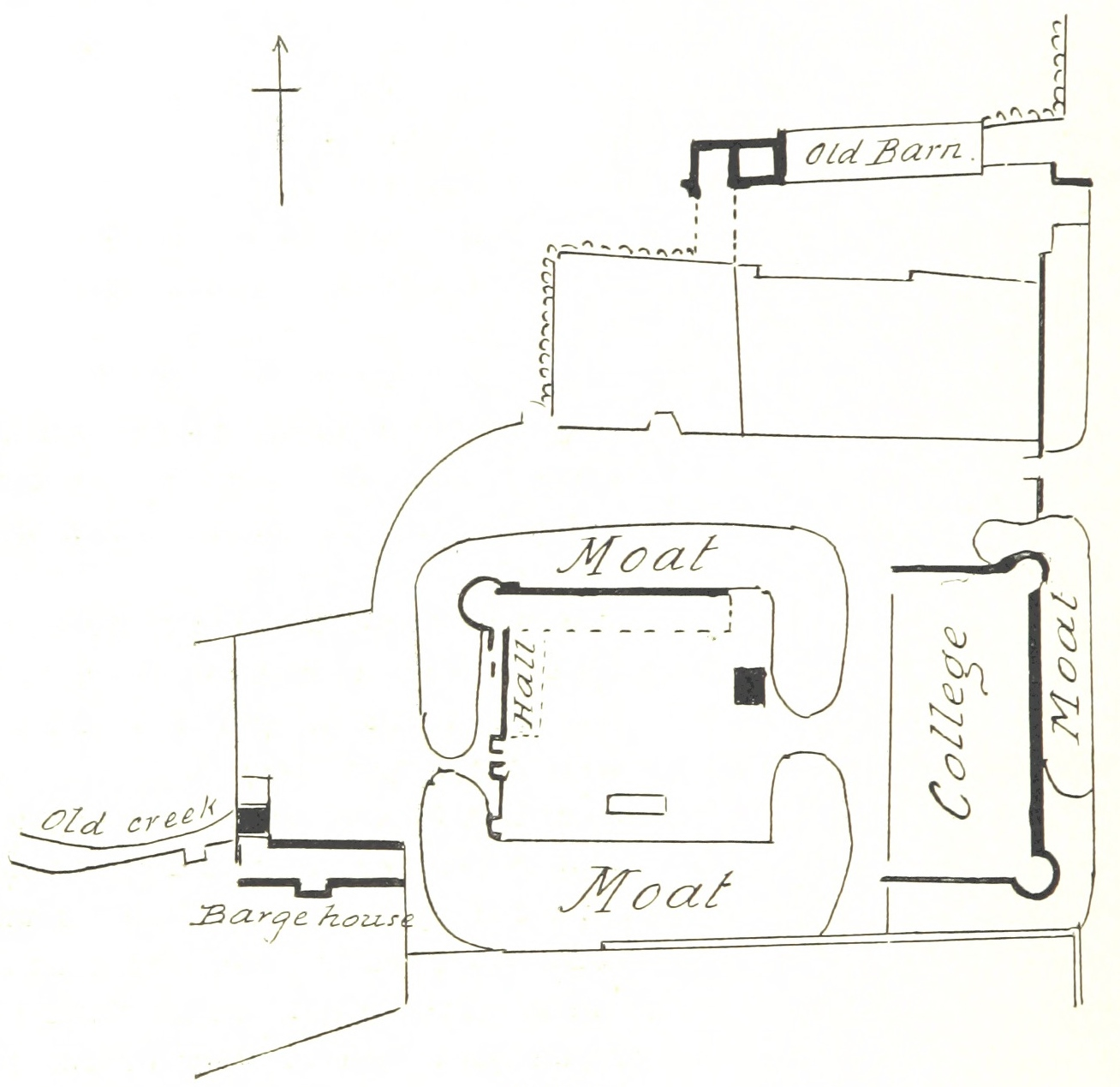
Caister Castle aus J. D. Mackenzies The Castles of England: their story and structure

Ein ähnliches Layout wurde für Sir John Fastolfs Burg in Caister-on-Sea in den 1430er-Jahren übernommen. Caister Castle, das in Ziegelbauweise erstellt wurde, hat drei rechteckige Burghöfe, von denen jeder mit einem Wassergraben umgeben und durch Türme mit offener Rückseite in der Vorburg verteidigt wurde. Einer der Ecktürme der rechteckigen Kernburg in viel höher als die anderen drei.
Einige gut sichtbare Einfriedungen umgeben immer noch das Burggelände, z. B. Teile des Burggrabens. Was von den Mauern der Burg erhalten geblieben ist, ist das heutige Bauernhaus integriert. Die Burgruine gilt heute als wichtiges Gebäude und ist als historisches Bauwerk I. Grades gelistet.

## Galeriebilder

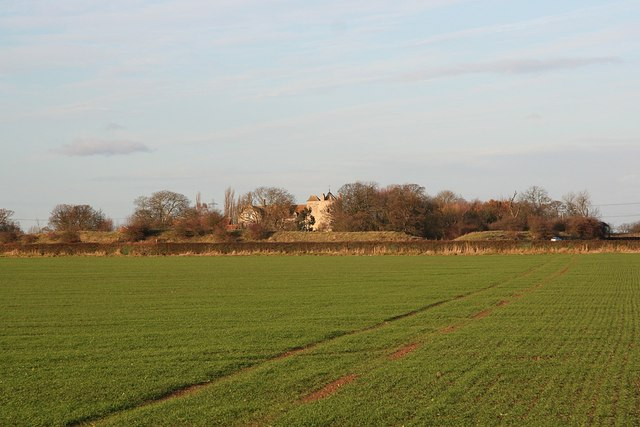
Somerton Castle heute
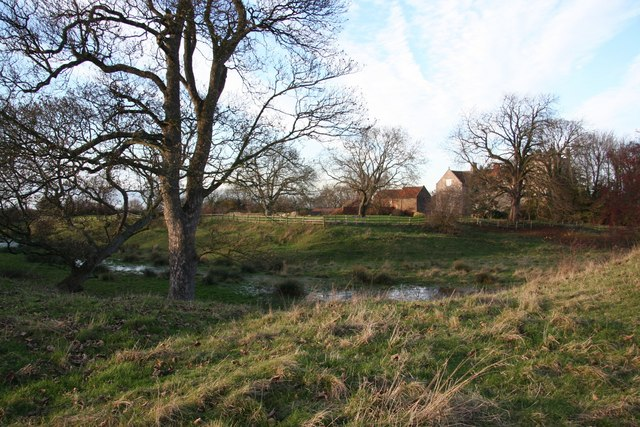
Somerton Castle
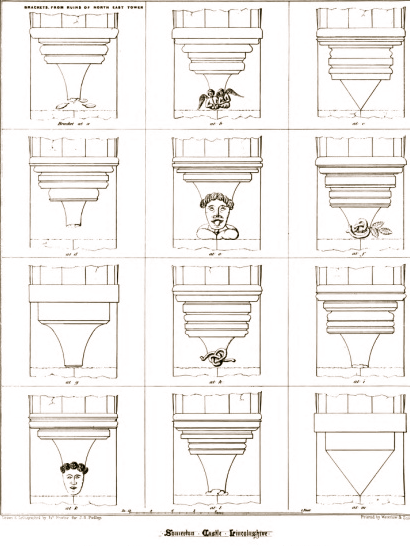
Somerton Castle. Illustration von James Sandby Padley
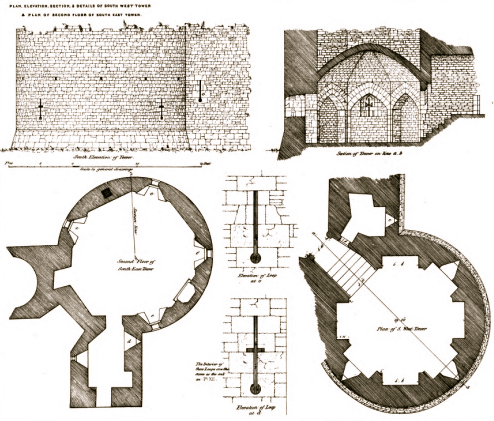
Türme von Somerton Castle. Illustration von James Sandby Padley
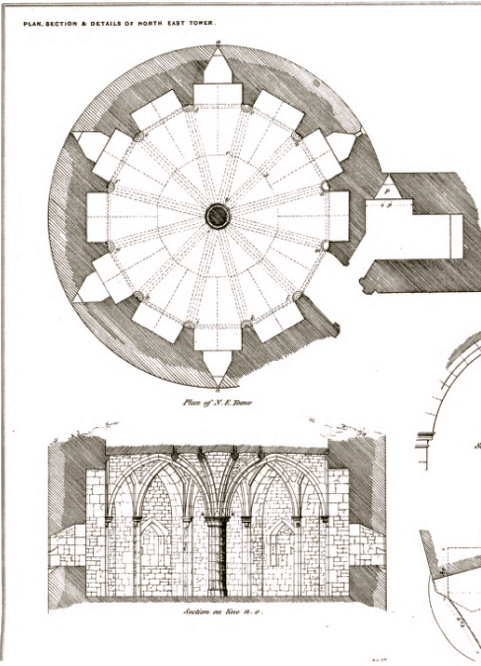
Turm von Somerton Castle. Illustration von James Sandby Padley
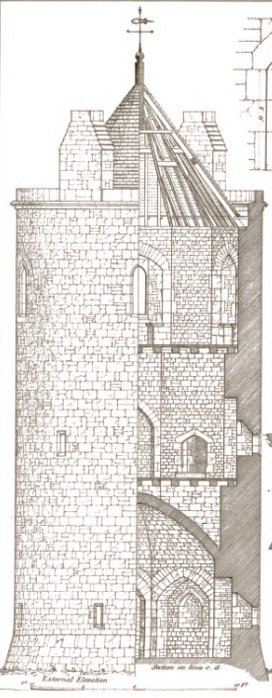
Turm von Somerton Castle. Illustration von James Sandby Padley
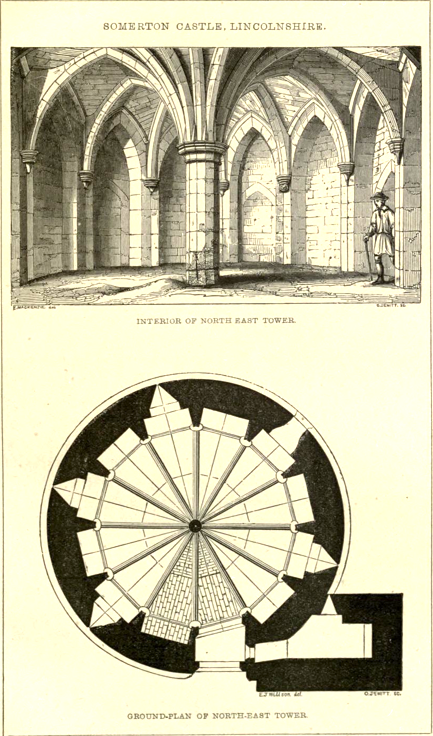
Nordostturm
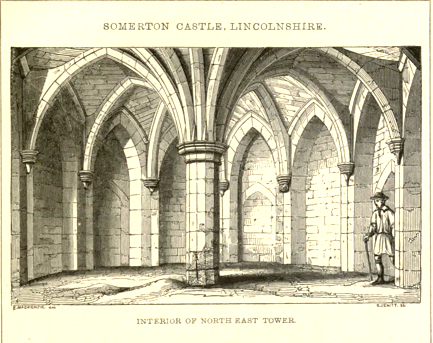
Nordostturm – Innengewölbe
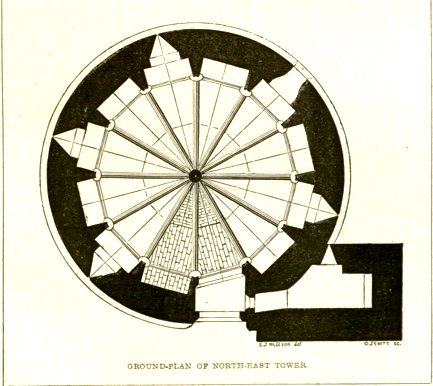
Nordostturm – Grundriss des Inneren